# Sílvia Rebelo
Sílvia Marisa García Rebelo (Gouveia, Portugal; 20 de mayo de 1989) es una futbolista portuguesa. Juega como defensora en el Benfica de la Primera División de Portugal. Ha jugado más de 100 partidos con la selección de Portugal.

## Estadísticas

### Clubes
| Club                  | País     | Año         |
| --------------------- | -------- | ----------- |
| Fundação Laura Santos | Portugal | 2009 - 2016 |
| Braga                 | Portugal | 2016 - 2018 |
| Benfica               | Portugal | 2018 - 2024 |

## Palmarés

### Títulos nacionales
| Título                         | Club    | País     | Año     |
| ------------------------------ | ------- | -------- | ------- |
| Campeonato Nacional II Divisão | Benfica | Portugal | 2018-19 |
| Copa de Portugal Femenina      | Benfica | Portugal | 2018-19 |
| Supercopa de Portugal Femenina | Benfica | Portugal | 2019    |